# 鈴木良次
鈴木 良次（すずき りょうじ、1933年 - ）は、日本の生物学者・科学者。大阪大学名誉教授、金沢工業大学名誉教授。東京大学工学博士。

## 来歴
神奈川県横浜市生まれ。1957年、東京大学工学部応用物理学科を卒業し、通商産業省電気試験所へ研究員として入所。1962年、東京医科歯科大学歯科材料研究所助手。講師や助教授を経て、1967年に同大学医用器材研究所教授。1965年、「鉄-硝酸系能動線路の解析とその論理回路素子としての応用に関する研究」で東京大学より工学博士の学位を取得。1970年、大阪大学基礎工学部教授。1987年、東京大学工学部教授。1994年、金沢工業大学工学部教授。その後、同大学特任教授。
2013年11月瑞宝中綬章受章。

## 著書
- 『図説電気工学大辞典2』電気書院電子工学編 1964年10月
- 『電気的測定』朝倉書店(物理測定技術講座4) 1966年8月
- 『神経の生物物理』吉岡書店(生物物理学講座10) 1966年9月
- 『バイオニクス』共立出版(情報科学講座B.9.1) 1966年10月
- 『情報の科学』ラティス 1967年5月
- 『生物学のすすめ』筑摩書房 1969年8月
- 『生物の物理』丸善 1971年
- 『科学技術の思想』筑摩書房(戦後日本思想大系) 1971年2月
- 『生体の運動機構とその制御』杏林書院 1972年11月
- 『生物学研究法』医学書院 1975年
- 『Advanced Biophysics 9』東京大学出版会 1976年
- 『生物と機械の間』創元社-生物工学入門- 1977年5月
- 『個性の生物学』講談社 1978年1月
- 『医用工学の基礎と応用』共立出版 1980年3月
- 『エレクトロニクスのことがわかる本』日本実業出版社 1981年2月
- 『神経系の情報伝達』サイエンス社 1982年3月
- 『行動のリズムと学習』産業図書 1983年1月
- 『創造の医学』学会出版センター 1983年4月
- 『暮らしの中のエレクトロニクス』新現代創造社(NGS) 1983年7月
- 『バイオメディカル エンジニアリング』オーム社-21世紀のMEを探る- 1984年
- 『物理の常識』日本実業出版社-なるほどゼミナール- 1984年9月 ISBN 4534009690
- 『現代文化のポテンシャル』中山書店 1984年10月
- 『高度情報社会と日本のゆくえ』NHKブックス 1986年6月
- 『咀嚼システム入門』風人社 1987年7月
- 『咀嚼システムの形成と適応』風人社 1988年11月
- 『国際化と情報化』NHKブックス 1989年1月
- 『生体信号』コロナ社-計測と解析の実際- 1989年5月 ISBN 4339070564
- 『新版 エレクトロニクスのことがわかる本』日本実業出版社 1989年12月 ISBN 4534015356
- 『Biological Complex and Information』World Scientific 1990年
- 『Neurobiological Basis of Human Locomotion』1991
- 『行動』学会出版センター(現代動物学の課題8) 1991年4月
- 『生物情報システム論』朝倉書店 1991年11月 ISBN 425420065X
- 『日本型システム』セコタック-人類文明の一つの型- 1992年3月
- 『生物と機械』共立出版 1992年5月
- 『生物時計』東京化学同人 1992年6月
- 『情報工学 (臨床工学シリーズ)』コロナ社 1992年7月 ISBN 4339071072
- 『生命と科学』岩波書店 1993年1月
- 『手のなかの脳』東大出版会 1994年5月 ISBN 413063304X
- 『ニューロ・ファジィ・AIハンドブック』オーム社 1994年5月
- 『大百科エンサイクロペディア』丸善 1995年2月
- 『日本型システムとシステムの自律性』新曜社浜口恵俊編著「世界のなかの日本型システム」 1998年3月
- 『複雑系の科学と日本型システム』NHKブックス浜口恵俊編「日本社会とは何か<複雑系>の視点から」 1998年6月
- 『Computational Analysis and Visualization of Spiral Wave Reentry in a Virtual Heart Model』Clinical Application of Computational Mechanics to the Cardiovascular System 2000年
- 『21世紀のフロンティアは創造的な「知」のはたらきにある』財団法人マスダ教育財団－身体性に着目した「知」のダイナミクスと「知」的人材育成の方策－ 2002年7月